# Noom Records
Noom Records ist ein deutsches Techno-, Trance- und Acid Musiklabel.

## Geschichte
Noom Records wurde im Juli 1993 in Neckargemünd als Independent-Label der Under Cover Music Group (UCMG) gegründet, deren Geschäftsführer Joachim Keil mit Time Unlimited und Plastic City noch weitere bekannte Techno-Labels betrieb. Zu dieser Zeit wurden die Veröffentlichungen über MMS Euro & Intergroove vertrieben. Neben Keil war A&R-Manager Tom Weyer für die musikalische Gestaltung des Labels verantwortlich, der unter dem Namen Commander Tom bereits als DJ bekannt war und der durch seine zahlreichen Veröffentlichungen auf Noom Records seinen internationalen Durchbruch haben sollte. Bereits ab Anbeginn traten auch Musiker und Produzenten wie Mark N-R-G (Overdrive Records), Ramin (R&S, Harthouse), Oliver Lieb (Harthouse, Superstition), Raymund Boyé (Suck Me Plasma, R&S) und DJ Tandu auf den Plan. Das Label definierte und etablierte sich durch einen eigenständigen und homogenen Stil innerhalb der Technoszene.
Als die Under Cover Music Group im Sommer 2003 Insolvenz anmeldete, gingen Teile der Gruppe zu Holophon (vormals Mole Music GmbH) über, doch der Kauf wurde rückgängig gemacht. Die Rechte lagen zwischen Juli 2004 und Oktober 2017 bei der Mannheimer Daredo. Im November 2017 kaufte die Firma von Joachim Keil, die UCM.ONE GmbH aus Berlin die Rechte. Dadurch ist das Label nach über 15 Jahren wieder in der Hand von Joachim Keil.

## Diskographie (Auswahl)
- Noom 001: Jim Clarke - Silverstone E.P.
- Noom 002: Ulysses - Prisma E.P.
- Noom 002r: Ulysses - Dream 'n' Trance Remixes
- Noom 003: Superspy - The Fall E.P.
- Noom 004: Jim Clarke - Daytona E.P.
- Noom 005: Mandala - High Noom E.P.
- Noom 006: Nexus 6 - Trés chic E.P.
- Noom 007: Traumatic - Higher E.P.
- Noom 008: Instant Zen - Fjord E.P.
- Noom 009: Tandu - Acido E.P.
- Noom 010: Mandala - Australia E.P.
- Noom 011: Nuclear Hyde - Compulsion E.P.
- Noom 012: Nostradamus - Cloister EP
- Noom 013: Commander Tom - Volume One
- Noom 013²: Commander Tom - Are am Eye?
- Noom 014: Cores - Club EP
- Noom 015: Nuclear Hyde - Speedlake EP
- Noom 016: Mandala - Remixperience EP
- Noom 017: Troop - Homecoming EP
- Noom 018: Cores - Matabu EP
- Noom 019: Tom de Luxe - Waterhouse
- Noom 020: Commander Tom - Eye C Red
- Noom 020r: Commander Tom - The Vulcan (The Advent Remix)
- Noom 021: Nuclear Hyde - Challenge EP
- Noom 022: Jim Clarke - Second Life EP
- Noom 023: Comma - Lonely Days EP
- Noom 024: MicroWorld - Booby Trap EP
- Noom 025: Twisted - Tri-Phase EP
- Noom 026: Cores - Babylon EP
- Noom 027: Toronto - Volume One
- Noom 028: Nuclear Hyde - Acceleration EP
- Noom 029: T&T - Celebration EP
- Noom 030: Commander Tom - Eye Bee M
- Noom 030r: Commander Tom - Eye Bee M (Remixes)
- Noom 031: Twisted - Twisted Minds EP
- Noom 032: Superspy - Supernatural EP
- Noom 033: CFC-12 - Rest in Hell EP
- Noom 034: Cores - Millennium EP
- Noom 035: Chris Liberator & DAVE the Drummer - Beats Rockin' EP
- Noom 036: Commander Tom - Kiss myself EP
- Noom 036r: Commander Tom - Kiss myself (Remixes)
- Noom 037: Andy Trex vs. Commander Tom - Pulse Fiction
- Noom 038: Toronto - X-Tra see EP
- Noom 039: Propeller - Dancin'
- Noom 040: Zen-Men - Protek
- Noom 041: Nuclear Hyde - X-Tension EP
- Noom 042: McKay - Beginnings
- Noom 043: Tom de Luxe - Waterhouse
- Noom 044: Optimus - Confessions
- Noom 045: Commander Tom - Are am Eye?
- Noom 046: Twisted - Bullet EP
- Noom 049: Snack vs, Uwe Hacker - Dampframme
- Noom 050: 50. Jubilee - Commander Tom vs. Marco Düx Baby
- Noom 051: Cores - Iowa EP
- Noom 052: M-Pire Project - Discofanz 2000
- Noom 054: Cores vs.Robyn - Sioux
- Noom 059: Les Logos-Shoko Fujikawa - 1.17
- NoomLP007-3: Commander Tom - Eyes
- NoomLP011-3: Five phases of the noom
- Noom X-6: Remix E.P.
- NoomUK 004-6: Troop - The State E.P.